# Cuore di mamma (film 1913)
Cuore di mamma (The Mothering Heart) è un cortometraggio muto del 1913 diretto da David Wark Griffith.

## Trama
Una giovane donna si trova nel giardino di casa. La ragazza è di buon cuore perché ama i fiori e perché salva un cagnolino che aveva infilato la testa in un barattolo. Poco dopo la ragazza viene raggiunta da un bel giovanotto che inizia a corteggiarla. Dapprima la giovane gli resiste ma poi, vedendolo addolorato dal suo rifiuto, accetta di sposarlo. Tempo dopo, nella loro nuova casa, ella fa il bucato per altre persone pur di guadagnare qualcosa, oltre a mantenere in ordine l'abitazione. Le cose cambiano quando il marito trova un lavoro molto meglio retribuito. Così, l'uomo torna a casa ed insiste per voler festeggiare in un ristorante dove si esibiscono dei ballerini vestiti da pellerossa. Il marito indossa un vestito nuovo ma la moglie ha solo un abito modesto da mettere per l'occasione. Una volta accomodatosi al tavolo, l'attenzione del marito viene catturata da una donna elegantemente vestita, seduta al tavolo accanto, che a sua volta lo incoraggia con lo sguardo. L'uomo, allora, accompagna la moglie a casa e, uscito di nuovo, incontra in strada la donna sofisticata che non riesce ad aprire lo sportello posteriore della sua auto con autista. Il giovanotto l'aiuta e poi viene invitato dalla donna a salire. I due si recano di nuovo al ristorante dove si erano incontrati.
Successivamente, il marito comincia ad ingannare la moglie e ad avere incontri clandestini con la ricca signora. La moglie, ormai incinta, come si comprende per il suo interesse per i vestiti da neonato, scopre un lungo guanto da donna nella tasca del cappotto del marito, così lo segue e scopre con chi il marito s'incontra. Dopo aver affrontato il marito, la donna lo lascia e torna a casa di sua madre dove nasce il bambino. Ben presto, l'ex-marito viene abbandonato anche dalla sua amante che s'invaghisce di un uomo più ricco. Nel frattempo, il bambino si è ammalato e viene curato dal medico. Tornato a casa, il giovanotto trova una lettera che lo informa della nascita del bimbo. Egli, allora, contento, corre a casa della suocera che gli permette di vedere la figlia la quale, però, irata, lo mette alla porta. Poco dopo, mentre il marito siede sconsolato in giardino, il bambino muore e la madre sfoga la sua rabbia sui cespugli in fiore di quel giardino dove aveva avuto inizio la sua sfortunata storia d'amore. Rientrata in casa, trova suo marito affranto accanto alla culla. La donna vorrebbe cacciarlo via di nuovo ma poi nota che l'uomo tiene in mano il ciucciotto del bimbo. Le loro mani si stringono e la donna si avvede che il marito porta ancora l'anello nuziale, così i due si riabbracciano, comprendendo che si amano ancora.

## Produzione
Il film fu prodotto dalla Biograph Company. Venne girato a Hollywood.

## Distribuzione
Distribuito dalla General Film Company, il film - un cortometraggio di 29 minuti - uscì nelle sale cinematografiche statunitensi il 21 giugno 1913.
Copia della pellicola viene conservata negli archivi del Museum of Modern Art.